# 스와라 바스카르
스와라 바스카르(힌디어: स्वरा भास्कर, 영어: Swara Bhaskar, 1988년 4월 9일 ~ )는 인도의 배우이다.